# Aina Florenza Edo
Aina Florenza Edo (Mataró, Maresme, 18 de setembre de 2002) és una jugadora d'hoquei sobre patins catalana.
Davantera, es formà al planter del Club Hoquei Mataró, proclamant-se campiona d'Europa de clubs sub-17 (2017). La temporada 2018-19 fitxà pel Hoquei Club Palau de Plegamans, amb el qual ha guanyat dues Lligues europees (2020-21, 2021-22), una Lliga catalana, quatre OK Lligues (2018-19, 2020-21, 2021-22, 2023-24), una Copa de la Reina (2024) i una Supercopa d'Espanya (2021). A més, ha sigut escollida MVP de l'OK Lliga en tres ocasions (2021, 2022 i 2024) i ha estat màxima golejadora de la competició en tres. Internacional amb la selecció espanyola d'hoquei sobre patins, es proclamà campiona del món als Jocs Mundials de Patinatge de 2019 i campiona d'Europa en dues ocasions (2021, 2023)
Entre d'altres reconeixements, fou escollida millor esportista de Mataró del 2019 a la 65a Nit de l'Esport. També participà com a doble a la sèrie de televisió Les de l'hoquei. En el marc de la 26a Festa de l'Esport Català que organitzen anualment la Unió de Federacions Esportives de Catalunya (UFEC) i el diari Sport, Aina Florenza va ser escollida com a millor esportista femenina catalana de 2022.

## Palmarès
Clubs
- 3 Lligues europea d'hoquei sobre patins femenina: 2020-21, 2021-22, 2024-25
- 1 Lliga catalana d'hoquei sobre patins femenina: 2020-21
- 4 Lligues espanyoles d'hoquei sobre patins femenina: 2018-19, 2020-21, 2021-22, 2023-24
- 1 Copa espanyola d'hoquei sobre patins femenina: 2023-24
- 1 Supercopa espanyola d'hoquei sobre patins femenina: 2021-22

Selecció espanyola
- 2 medalles d'or al Campionat del Món d'hoquei patins femení (2019, 2024)
- 1 medalla d'argent al Campionat del Món d'hoquei patins femení (2022)
- 2 medalles d'or al Campionat d'Europa d'hoquei sobre patins femení (2021, 2023)

Individual
- 3 Millor jugadora de l'OK Lliga Femenina: 2020-21, 2021-22, 2023-24
- 4 Boles d'Or com a màxima golejadora de l'OK Lliga femenina: 2020-21, 2021-22, 2022-23, 2023-24